# Comité paralympique malgache
 (mars 2025).
La mise en forme du texte ne suit pas les recommandations de Wikipédia : il faut le « wikifier ».
Les points d'amélioration suivants sont les cas les plus fréquents. Le détail des points à revoir est peut-être précisé sur la page de discussion.
- Les titres sont pré-formatés par le logiciel. Ils ne sont ni en capitales, ni en gras.
- Le texte ne doit pas être écrit en capitales (les noms de famille non plus), ni en gras, ni en italique, ni en « petit »…
- Le gras n'est utilisé que pour surligner le titre de l'article dans l'introduction, une seule fois.
- L'italique est rarement utilisé : mots en langue étrangère, titres d'œuvres, noms de bateaux, etc.
- Les citations ne sont pas en italique mais en corps de texte normal. Elles sont entourées par des guillemets français : « et ».
- Les listes à puces sont à éviter, des paragraphes rédigés étant largement préférés. Les tableaux sont à réserver à la présentation de données structurées (résultats, etc.).
- Les appels de note de bas de page (petits chiffres en exposant, introduits par l'outil «  Source ») sont à placer entre la fin de phrase et le point final[comme ça].
- Les liens internes (vers d'autres articles de Wikipédia) sont à choisir avec parcimonie. Créez des liens vers des articles approfondissant le sujet. Les termes génériques sans rapport avec le sujet sont à éviter, ainsi que les répétitions de liens vers un même terme.
- Les liens externes sont à placer uniquement dans une section « Liens externes », à la fin de l'article. Ces liens sont à choisir avec parcimonie suivant les règles définies. Si un lien sert de source à l'article, son insertion dans le texte est à faire par les notes de bas de page.
- La présentation des références doit suivre les conventions bibliographiques. Il est recommandé d'utiliser les modèles {{Ouvrage}}, {{Chapitre}}, {{Article}}, {{Lien web}} et/ou {{Bibliographie}}. Le mode d'édition visuel peut mettre en forme automatiquement les références.
- Insérer une infobox (cadre d'informations à droite) n'est pas obligatoire pour parachever la mise en page.

Pour une aide détaillée, merci de consulter Aide:Wikification.
Si vous pensez que ces points ont été résolus, vous pouvez retirer ce bandeau et améliorer la mise en forme d'un autre article.

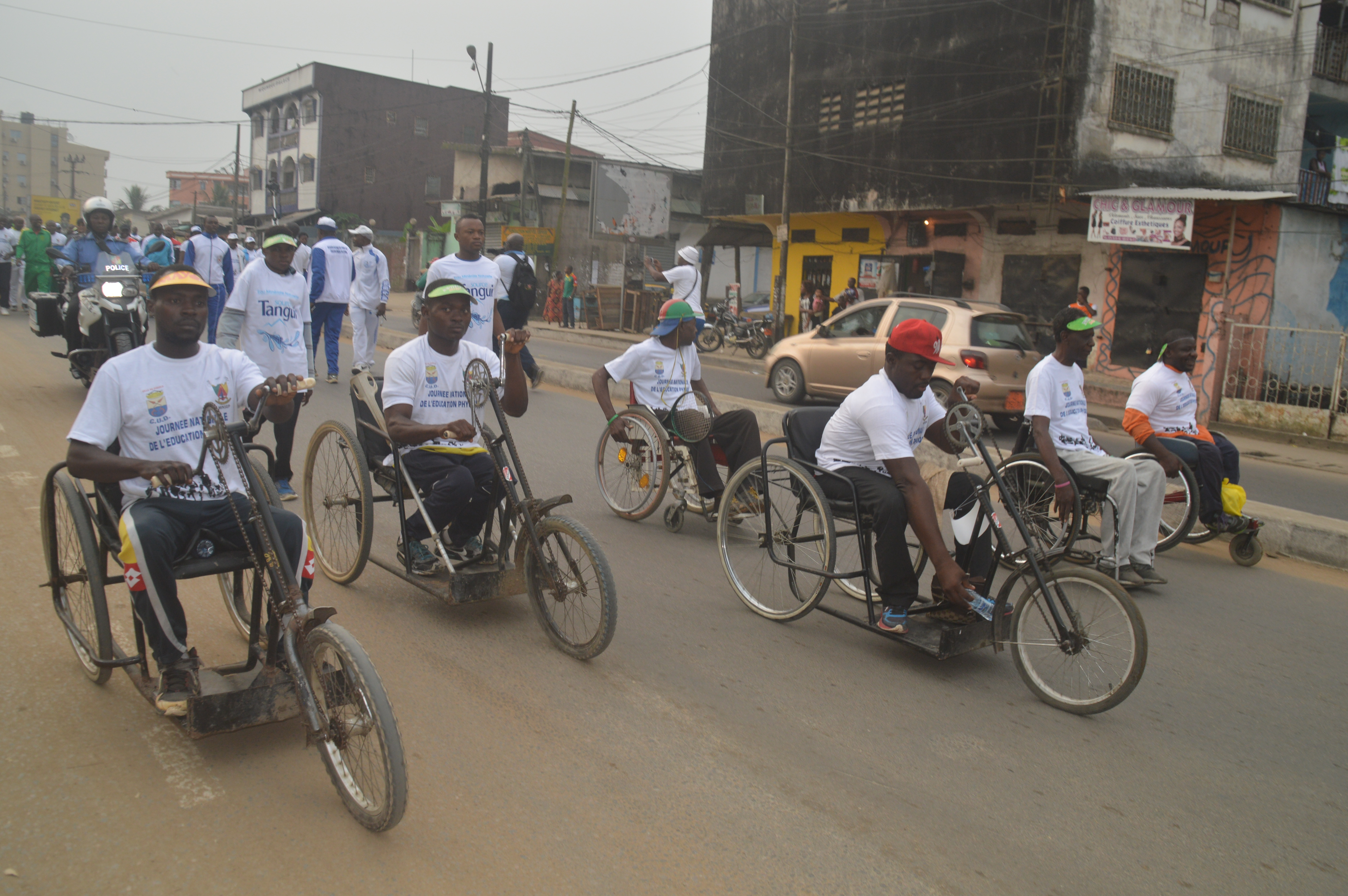
handisport

Madagascar Paralympic Committee est une organisation  en charge de  la représentation de Madagascar aux jeux paralympiques.C'est l'instance dirigeante des sports adaptés pratiqués par des athlètes et d'autres sportifs en situation de handicap à Madagascar. Son siège est situé à Ambohijatovo, dans la ville d'Antananarivo.

## Historique
À Madagascar, les disciplines paralympiques ont été introduites en 1989.Le Madagascar paralympic Committee a participé pour la première fois aux jeux paralympiques aux jeux paralympiques d'été de 2000 à Sydney mais il ne remporte aucune médaille. En 2014, des championnats nationaux multisports se dérouleront dans le pays. La salle de sport était presque comble de spectateurs venus assister pour la première fois à un match de basket-ball en fauteuil roulant.

## Dirigeants
Le Madagascar Paralympic Committee est dirigé par Morel Tsivoa Mahasolo. Le Madagascar Paralympic Committee est situé à Ambohijatovo, dans la ville d'Antananarivo.La passation entre lui et le président sortant Monja Dinard s'est effectuée dans la fraternité samedi à Ambohijatovo. Les membres de bureau est constitué de: Fabienne Ranoromihaja, ancienne présidente de la ligue d’Analamanga, occupe désormais le poste de vice-présidente, tandis que Zaina Mohaja Andriambavimitsara assume la fonction de secrétaire général et Lidya a été désignée trésorière. En ce qui concerne les conseillers, chaque ligue doit être représentée par un membre.

## Missions
Les missions du comité International paralympique sont: Assure la supervision de l'organisation des jeux paralympiques ; Favoriser le développement du mouvement paralympique ; promouvoir les sports paralympique et garantir l'accès des personnes handicapées à ces disciplines ; veiller à une environnement sportif respectueux des règles ; améliorer l'image des personnes handicapées en stimulant l'intérêt général pour les jeux paralympiques.

## Affaires des quotas
En 14 juillet 2021, Temis Andriamahavonjy, le directeur technique national au sein de la Fédération Malgache de Handisport en cette année , il souligne que le handisport nécessite du matériel coûteux, ajoutant qu'actuellement, 1000 athlètes handisport sont répartis sur 12 ligues. Il précise que les disciplines les plus populaires dans le pays sont le basket et l'athlétisme.Le directeur technique national a exprimé sa volonté de renforcer la place des disciplines paralympiques dans le cadre du sport scolaire, en collaboration avec le ministère de l'Éducation nationale.

## Organisation de compétitions
Au début, ils s'exerçaient discrètement au basket-ball en fauteuil roulant, loin des regards extérieurs. Après trois mois de pratique régulière et intensive, ils ont estimé qu'ils étaient prêts à montrer leurs progrès. Ainsi, ils ont organisé un match de démonstration dans une salle de sport située dans la capitale. Cet événement était ouvert aux parents et aux familles des joueurs, ainsi qu'aux journalistes, afin de partager leur passion et leur détermination avec un public plus large.
La comité Paralympique à Madagascar a intervenu dans le jeux des îles dans l'océan Indien en 2023, affirme le président Morel dans le journal midi Madagascar que le  Madagascar Paralympic Committee (MPC) dispose d'athlètes répartis sur toute l'île et prend part à toutes les compétitions, tant nationales qu'internationales. Le sport paralympique et ses athlètes occupent une place importante dans le paysage sportif malgache. Nous sommes présents dans 12 ligues. Les Jeux des Îles offrent une opportunité de mettre en avant le sport adapté. C'est l'occasion idéale de faire découvrir et de promouvoir le handisport auprès d'un large public.
Le Madagascar paralympic committee essaie d'organiser a chaque qu'il aura de compétition pour promouvoir le handisport malgache.